# Tyson Dux
Tyson Moody, meglio conosciuto come Tyson Dux (Miramichi, 19 giugno 1978), è un wrestler canadese.
Attualmente lotta nel circuito indipendente.

## Carriera

### Total Nonstop Action (2006–2008)
Nel 2006 Tyson ha fatto parte del Team Canada capitanato da Scott D'Amore e nel 2008 ha partecipato al torneo "TNA World X Cup Tournament 2008" tenutosi al Victory Road.

### Ritorno in WWE

#### Cruiserweight Classic(2016)
Dux ha partecipato al torneo del Cruiserweight Classic indetto dalla WWE. Nei sedicesimi di finale del 13 giugno Dux è stato eliminato da Zack Sabre Jr. Il torneo, alla fine, è stato vinto da T.J. Perkins, il quale è stato premiato con il WWE Cruiserweight Championship.

## Personaggio

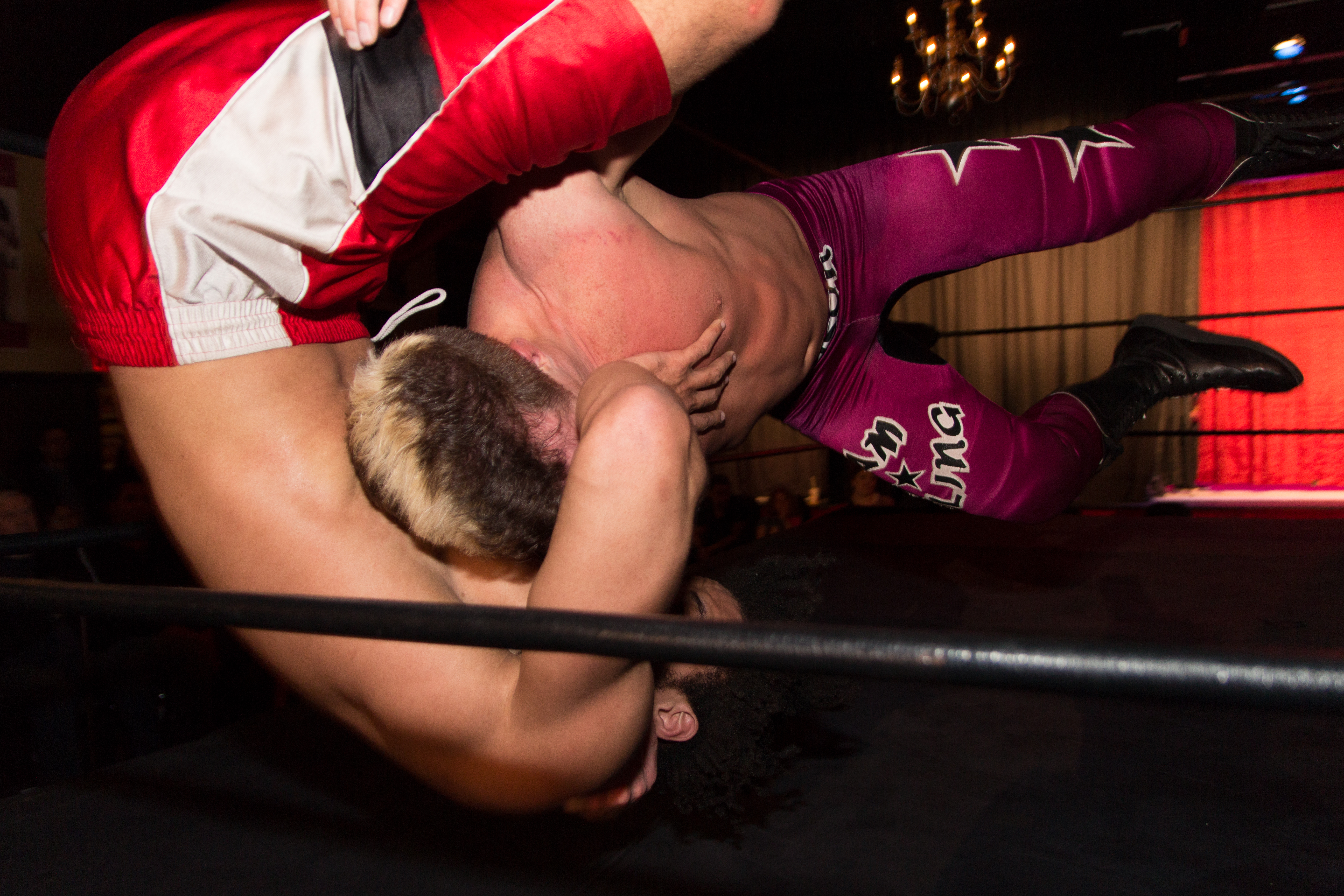
Tyson Dux esegue una Running Death Valley driver su Brent Banks

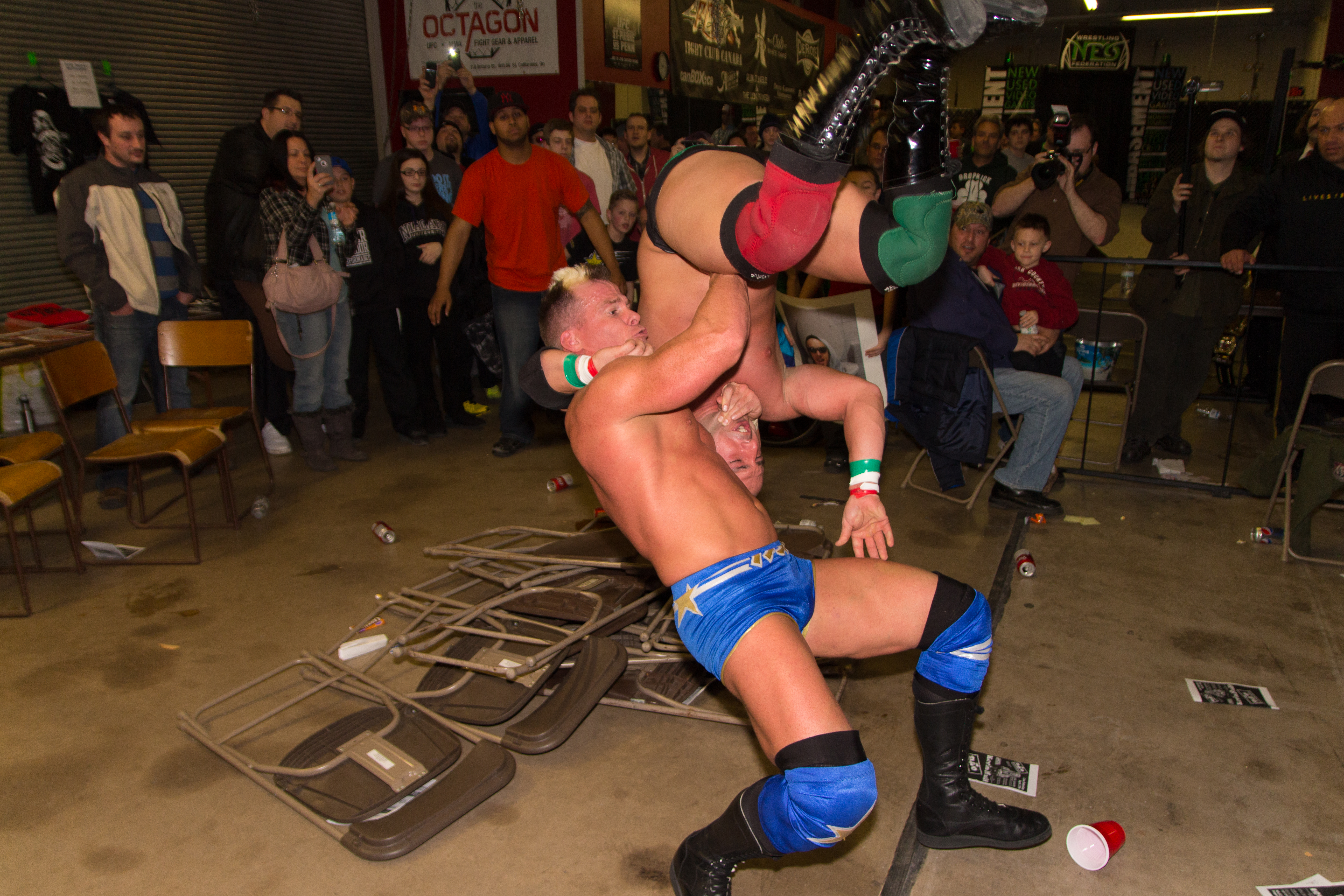
Dux esegue un suplex su Primo Scordino

### Mosse finali
- Fisherman buster
- Northern Lariat[2] (Lariat sulla nuca dell'avversario)
- Over the shoulder belly-to-back piledriver
- Running death valley driver, a volte sul turnbuckle
- The Hart Lock (Arm-trap inverted headlock)
- Sin City Clutch (Knuckle lock boston crab)

### Soprannomi
- "The Canadian Bulldog"
- "The Rabid Wolverine"
- "Textbook"
- "The Ontarian Cyborg"
- "The Cyborg"

### Manager
- Scott D'Amore

### Musiche d'ingresso
- "Straight Cold Playa" di Lenny Kravitz
- "God's Gonna Cut You Down" di Johnny Cash
- "After the Fall" degli Shaolin Temple of Boom

## Titoli e riconoscimenti
- Absolute Intense Wrestling

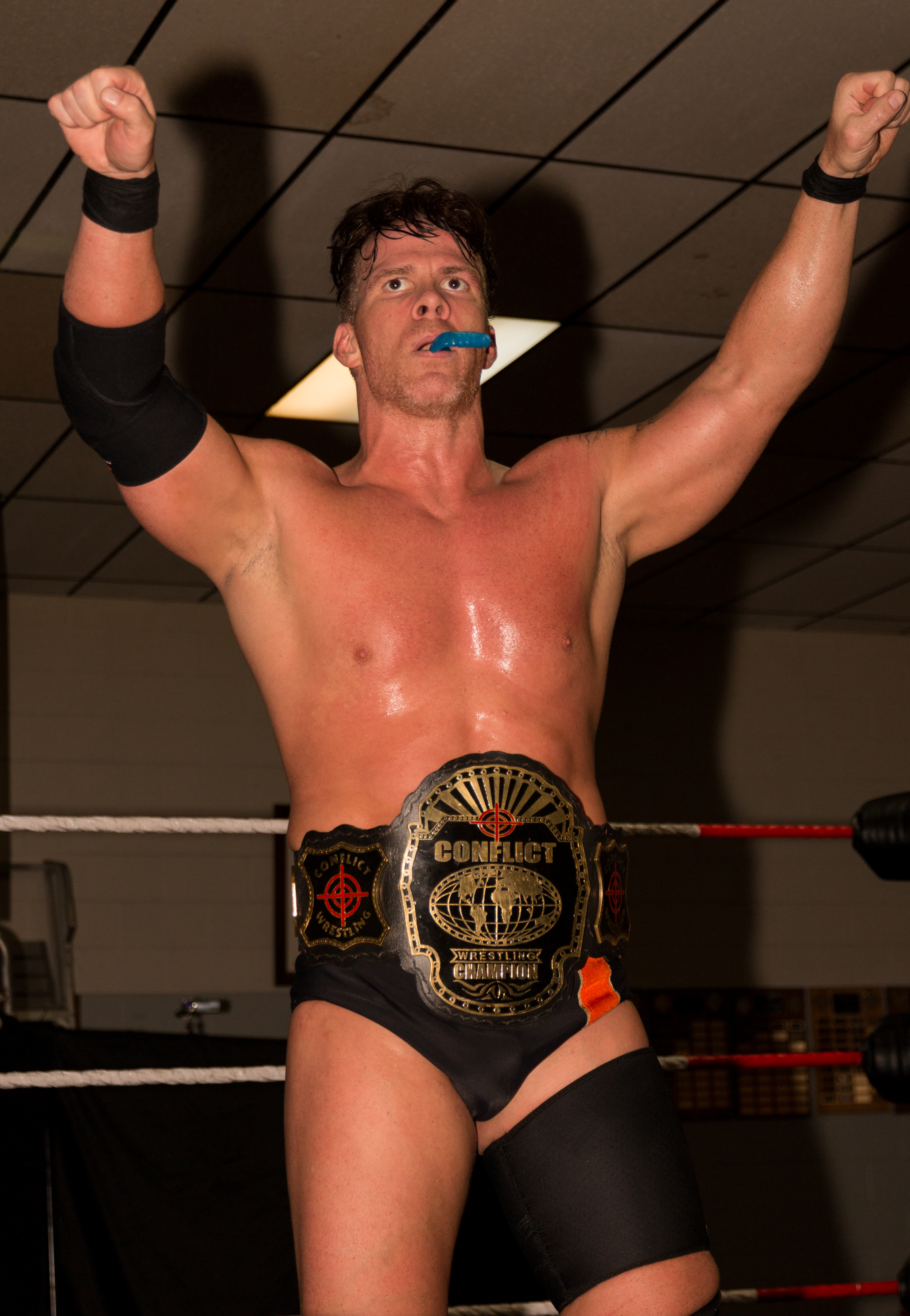
Dux con il Conflict Wrestling Heavyweight Championship, titolo che ha vinto una volta

  - AIW Tag Team Championship (2) – con Tracy Williams[3]
- Absolute Wrestling Entertainment
  - AWE Heavyweight Championship (1, attuale)
- All-Star Wrestling
  - ASW Canadian Heavyweight Championship (1)
- Alpha-1 Wrestling
  - A1 Tag Team Championship (1) – con Gavin Quinn e Josh Alexander[4]

- Blood Sweat and Ears
  - BSE Adrenaline Cup (2008)
  - BSE Arctic Championship (1)
  - BSE Suicide Six Pack Championship (1)
  - BSE Tag Team Championship (2) – con El Tornado
- Border City Wrestling
  - BCW Can-Am Heavyweight Championship (2)
  - BCW Can-Am Tag Team Championship (3) – con El Tornado (1) e Jack Damage (2)
- Canadian Wrestling Federation
  - CWF Heavyweight Championship (1, attuale)
- Conflict Wrestling
  - Conflict Wrestling Heavyweight Championship (1, attuale)
- Full Impact Wrestling
  - FIW Heavyweight Championship (1)
- Future Stars of Pro Wrestling
  - FSPW Internet Championship (1)
- Hardcore Championship Wrestling
  - HCW Heavyweight Championship (1)
- Maximum Pro Wrestling
  - MaxPro Triple Crown Championship (2, attuale)
  - MaxPro Arctic Championship (1)
- Motor City Wrestling
  - MCW Heavyweight Championship (1)
- New Vision Pro Wrestling
  - NVP Pride Champion (1, attuale)
- North Shore Pro Wrestling
  - NSPW Championship (1, attuale)
- Pro Wrestling Illustrated
  - 98º tra i 500 migliori wrestler singoli secondo PWI 500 (2009)
  - 130º tra i 500 migliori wrestler singoli secondo PWI 500 (2016)[5]
- Proving Ground Pro
  - Ryan Buckley Memorial Tournament (2016)[6]
- Pro Wrestling Xtreme
  - PWX Bar Championship (1)
  - PWX X Division Championship (1)
- Smash Wrestling
  - Smash Championship (1, attuale)
- Squared Circle Wrestling
  - SCW Triple Crown Champion (1, attuale)
- Altri titoli
  - ICW Cruiserweight Championship (1)
- Wolverine Pro Wrestling
  - WPW Heavyweight Champion (1)